# Crocidura virgata
Crocidura virgata is een zoogdier uit de familie van de spitsmuizen (Soricidae). De wetenschappelijke naam van de soort werd voor het eerst geldig gepubliceerd door Sanderson in 1940.